# Colonne sonore di Detective Conan
La serie manga e anime Detective Conan creata da Gōshō Aoyama, grazie al successo ottenuto negli anni, ha prodotto molti album musicali composti principalmente dalle musiche dell'anime.
Le musiche della serie Detective Conan furono create per la prima volta nel 1996, con l'inizio della serie animata.
Da allora, a distanza di 12 anni, sono stati messi in vendita 4 CD ufficiali della serie animata, assieme a 2 cd contenenti le migliori musiche e 11 cd con le musiche dei film di Detective Conan.
Tutte le musiche sono composte dal musicista giapponese Katsuo Ohno.

## Original Soundtrack
Meitantei Conan: Original Soundtrack viene distribuito il 21 febbraio 1996.

### Tracce
1. Meitantei Conan main theme
2. Ran no theme
3. Conan no rock'n roll
4. Conan no yume
5. Mouri Kogoro no theme
6. Conan no theme
7. Ran ai no theme
8. Nonbiri kibun
9. Agasa Hakase no theme
10. Sore ike Conan
11. Taiketsu no theme
12. Hazumu Ran
13. Hannin no ajito
14. Shizumu yuuhi
15. Chisana kyojin
16. Conan no theme (Parade version)
17. Conan no shori
18. Jiken kaiketsu
19. Mae banashi kaisou
20. Detective Conan's main theme (Folk version)

## Original Soundtrack 2
Meitantei Conan: Original Soundtrack 2 viene distribuito il 2 maggio 1996.

### Tracce
1º disco
1. . Meitantei Conan main theme
2. . Sore ike Conan (Medium tempo version)
3. . Sore ike Conan
4. . Ran no theme
5. . Conan no yume
6. . Conan rock'n roll
7. . Hannin no Ajito
8. . Hannin no Ajito
9. . Ran ai no theme (Guitar version)
10. . Taiketsu no theme
11. . Jiken kaiketsu
12. . Shizumu yuuhi
13. . Shizumu yuuhi (Acustic version)
14. . Conan no shori
15. . Kogoro Mouri no theme (Funky version)
16. . Jiken genba
17. . Jiken kaimei
18. . Aku no theme (Parte 1)
19. . Aku no theme (Parte 2)
20. . Aku no theme (Parte 3)
21. . Kyouhaku (Parte 1)
22. . Kyouhaku (Parte 2)
23. . Jiken genba
24. . Suiri
25. . Suiri
26. . Kinpaku
27. . Zettai zetsumei
28. . Nonbiri kibun
29. . Hannin Arawaru!
30. . Jiken hassei!
31. . Conan no theme
32. . Meitantei Conan main theme (Ballad version)

2º disco
1. . Meitantei Conan main theme
2. . Conan no yume
3. . Taiketsu no theme
4. . Hannin no ajito 1
5. . Aku no theme 1
6. . Zettai zetsumei
7. . Sore ike Conan 1
8. . Jiken kaiketsu
9. . Nonbiri kibun
10. . Ran ai no theme
11. . Shizumu yuuhi 1
12. . Chiisa na kyojin
13. . Conan no theme 1
14. . Jiken genba 1
15. . Kinapku 1
16. . Hannin no ajito 2
17. . Suiri 1
18. . Conan no rock'n roll 1
19. . Jiken genba 2
20. . Aku no theme 2
21. . Kogoro Mouri no theme 1
22. . Conan no shori
23. . Shizumu yuuhi 2
24. . Ran no theme
25. . Nonbiri kibun 2
26. . Agasa Hakase no theme
27. . Jiken genba 3
28. . Kinpaku 2
29. . Jiken kaimei
30. . Sore ike Conan 2
31. . Conan no rock'n roll 2
32. . Kogoro Mouri no theme 2
33. . Shizumu yuuhi 3
34. . Hazumu Ran
35. . Conan no theme 2

- Etichetta: POLYGRAM

## Original Soundtrack 3
Meitantei Conan: Original Soundtrack 3 viene distribuito il 25 novembre 1996.

### Tracce
1. . Meitantei Conan main theme
2. . Bloody Venus vocal by Hayami Kiyoshi
3. . Sousa kaishi
4. . Shinichi no Thema
5. . Shinichi Tsuiseki no Thema
6. . Nishi no Meitantei
7. . Yami no Danshaku Night Baron no Thema
8. . Conan no Yuuki
9. . Kaijin Houtai Otoko 1
10. . Shonen Tanteidan no Thema
11. . Hirusagari no Tenshi Tachi
12. . Bloody Venus vocal by Kosaka Misumi
13. . Gekitotsu
14. . Omoide
15. . Higeki no Heroin
16. . Hoshi no ai vocal by Hayami Kiyoshi
17. . Hirameki
18. . Kaijin Houtai Otoko 2
19. . Nazotoki (Sono 1)
20. . Suspense - Kikikan
21. . Nazotoki (Sono 2)
22. . Shinobi Yoru Kage
23. . Inbou
24. . Shinichi no Jiken Kaimei
25. . Shinichi no Meisuri
26. . Jiken no Nazo
27. . Kibou

## Original Soundtrack 4
Meitantei Conan: Original Soundtrack 4 viene distribuito il 25 aprile 2001.

### Tracce
1. . Shonen tanteidan he no iraisho
2. . Isoge! Shonen tanteidan
3. . Kikikomi sousa
4. . Tsuiseki thrilling
5. . Youki na nakama
6. . Minna de tanoshiku kinoko kari
7. . Nakayoshi 3 ningumi
8. . Vacances kibun
9. . Honobono kibun
10. . 3 ningumi no kaiwa
11. . Genta no theme
12. . Mitsuhiko no theme
13. . Osenchi na Ayumi
14. . Ai no theme
15. . Aishu
16. . Haikyo no kan
17. . Keyword no nazo kaiki
18. . Angou trick no kaidoku
19. . Kagi wo sagase!
20. . Yoru no tansaku
21. . Nanda? Kono konseki wa!
22. . Meiro
23. . Kanashii dekigoto
24. . Shinpi
25. . Kako no ayamachi
26. . Wakare
27. . Yujou
28. . Jiken ikken rakuchaku

## Original Soundtrack Super Best
Meitantei Conan: Original Soundtrack Super Best viene distribuito il 27 novembre 1997.

### Tracce
1. . Meitantei Conan main theme
2. . Meitantei Conan - Shin main theme
3. . Taiketsu no theme
4. . Shonen tanteidan no theme
5. . Conan no theme
6. . Ran no theme
7. . Conan no shiori
8. . Hazumu Ran
9. . Agasa Hakase no theme
10. . Ran ai no theme (Guitar version)
11. . Eikoku kaze kan
12. . Sosa kaishi (Matenrou Version)
13. . Meitantei Conan - Main no theme (Matenrou version)
14. . Aku no theme
15. . Kogoro Mouri no theme (Fanki version)
16. . Hirameki
17. . Nishi no meitantei
18. . Shinichi no theme
19. . Chiisa na kyojin
20. . Kimi ga ireba
21. . Hannin no ajito (Iyoiyo version)
22. . Conan no kiki
23. . Kyouhaku Part 2
24. . Shinichi tsuiseki no theme
25. . Omoide
26. . Jiken genba (Nazo version)
27. . Suiri
28. . Shinobi yoru kage
29. . Hirusagari no tenshi tachi
30. . Meitantei Conan - Main theme (Vocal version)

## Original Soundtrack Super Best 2
Meitantei Conan: Original Soundtrack Super Best 2 viene distribuito il 17 dicembre 2003.

### Tracce
1. . Meitantei Conan main theme (Baker Street version)
2. . Hashiru limousine 1
3. . Twin tower biru he (Super Best 2 version)
4. . Game show
5. . Spade no ace
6. . Holmes no heya
7. . Ran ai no theme
8. . Hirusagari no tenshi tachi (Matenrou version)
9. . Omoide (Seikimatsu Version)
10. . Shonen tanteidan no theme (Matenrou version)
11. . Yuujou
12. . Trick
13. . Aquacristal nai he
14. . Meitantei Conan main theme (Seikimatsu version)
15. . I'll be there
16. . Kaitou Kid no yokokujou 1
17. . Ran no theme (Seikimatsu version)
18. . Ansatsusha no theme - Jiken no yokan
19. . Conan koudou kaishi!
20. . Kyougaku no shinjitsu
21. . Kyuukyoku no suiri
22. . Futari no date

## Tokei-jikake no matenrō
Meitantei Conan: Tokei-jikake no matenrō è stato distribuito il 23 aprile 1997

### Tracce
1. . Meitantei Conan main theme (Matenrou version)
2. . Eikoku fuukan
3. . Tokei jikake no matenrou]
4. . Bakuha hannin no theme
5. . Hannin kara no denwa
6. . Bakuha yokoku
7. . Bakudan shori
8. . Ran no theme (Matenrou version)
9. . Shounen tanteidan no theme (Matenrou version)
10. . Inbou (Matenrou version)
11. . Shinobi yoru kiki
12. . Kinkyuu shirei
13. . Taiketsu no theme (Matenrou version)
14. . Sousa kaishi (Matenrou version)
15. . Nishi no meitantei (Matenrou version)
16. . Hirusagari no tenshi tachi (Matenrou version)
17. . Omoide (Matenrou version)

## 14-banme no target
Meitantei Conan: 14-banme no target è stato distribuito il 15 aprile 1998.

### Tracce
1. . Meitantei Conan main theme (Hyouteki version)
2. . Koi no tramp game uranai ]
3. . Haha e no omoi
4. . Vine o nonde
5. . Target suspense A
6. . Target suspense B
7. . Target suspense C
8. . Target suspense D
9. . Conan no daisakusen 1
10. . Conan ga touru
11. . Card tobaku no boss
12. . Target suspense E
13. . Kizuna
14. . Hannin no nazo
15. . Tsugi no target!
16. . Nanika ga okiru...
17. . Trick
18. . Aquacristal
19. . Aquacristal nai he
20. . Target suspense F
21. . Target suspense G
22. . Target suspense H
23. . Target suspense I
24. . Target suspense J
25. . Hannin no meboshi
26. . Semari kitaru kiki
27. . Conan no daisakusen 2
28. . Shinsou kyuumei
29. . Nazo no kaimei (Target suspense K)
30. . Spade no ace
31. . Zasetsu
32. . Satsui
33. . Isshokusokuhatsu
34. . A no yokan (Vocal version by Iori)
35. . Bekkyo no shinsou
36. . Kizuna (Vocal version by Iori)

## Seikimatsu no majutsushi
Meitantei Conan: Seikimatsu no majutsushi è stato distribuito il 14 aprile 1999.

### Tracce
1. . Meitantei Conan main theme (Seikimatsu version)
2. . I'll be there (Vocal version by Sugai Eri)
3. . Hashiru limousine 1
4. . Kaitou Kid shutsugen
5. . Shutsudou no theme 1
6. . Kaito Kid no yokokujou 1
7. . Koi no tramp game uranai (Seikimatsu version)
8. . Ran no theme (Seikimatsu version)
9. . Easter egg no nazo
10. . Kaito Kid no yokoku jou 2
11. . Sukebo daisakusen
12. . Ikidomari
13. . Conan vs Kaido Kid
14. . Shutsudou no theme 2
15. . Kojo no shinpi
16. . Jinmon
17. . Agasa Hakase no theme (Seikimatsu version)
18. . Omoide (Seikimatsu version)
19. . Sora tobu Kaito Kid
20. . Hashiru limousine 2
21. . Akai Hikari no sniper 1
22. . Kojo no tansaku
23. . Himitsu no chikashitsu
24. . Kojou no theme
25. . Akai hikari no sniper 2
26. . Kimi ga ireba (Seikimatsu version - Vocal version by Iori)
27. . Shiro ga moeteiru
28. . Ai wa itsumo (Vocal version by Iori)
29. . Tobitatsu hato (Vocal version by Sugai Eri)

## Hitomi no naka no ansatsusha
Meitantei Conan: Hitomi no naka no ansatsusha è stato distribuito il 12 aprile 2000.

### Tracce
1. . Ansatsusha no theme - Jiken no yokan -
2. . Meitantei Conan main theme (Ansatsusha version)
3. . Tropical Land
4. . Totteoki quiz
5. . Conan gumikyoku - Hitomi no naka no ansatsusha -
6. . Jijou choushu
7. . Kuroi kage - Chosen -
8. . Tropical Land no omoide
9. . Ansatsusha no theme - Shinobi yoru mashu -
10. . Ansatsusha no theme - Sogeki-
11. . Unmei no shunkan
12. . Kiokusoushitsu (Kage)
13. . Megure Keibu no kokuhaku
14. . Need not to know
15. . Tenmatsu
16. . Shin shounen tanteidan no theme
17. . Kiokusoushitsu (Hikari)
18. . Yougisha hanmei
19. . Conan koudou kaishi!
20. . Ran ga abunai!
21. . Hannin no shoutai
22. . Kyougaku no shinjitsu
23. . Shikkoku no satsui
24. . Doukutsunai no tousou
25. . 5.4.3.2.1!
26. . Kimi ga ireba (Ansatsusha version - Vocal version by Iori)
27. . Futari no date
28. . The end

## Tengoku e no countdown
Meitantei Conan: Tengoku e no countdown è stato distribuito il 11 aprile 2001.

### Tracce
1. . Meitantei Conan main theme (Tengoku version)
2. . Drive kibun
3. . Hakase wo kakonde
4. . Agasa quiz
5. . Ai ga denwa wo... - Gin no theme A -
6. . Twin tower biru he
7. . 10 nengo no Ayumi
8. . Party kaijou he
9. . Yuudai na Fujisan
10. . Ai no suspense - Gin no theme B -
11. . Ran no o neesan Buri
12. . Sousa kaigi
13. . Yougisha ha
14. . Conan tojo - Shounen tanteidan sousa he
15. . Eiga bgm
16. . Ayashige na heya
17. . Ai no theme A
18. . Dai 2 no satsujinjiken
19. . Genbakenshou
20. . Gin no theme C
21. . Gyakutanchi
22. . Ai no theme B (Piano version)
23. . Kuro shouzoku no nazo
24. . 30 byou ate game
25. . Game start - Pittari shou
26. . Nihonga no shoukai
27. . Dai 3 no giseisha
28. . Kogoro no suiri
29. . Bakuha keikaku start
30. . Shutsudou kaishi
31. . Conan suiri
32. . Elevetor kara no dasshutsu
33. . Kemuri ga iku te wo habamu - Gin no theme D -
34. . Ran no ketsui - Hosu ni hi ga
35. . Kiki semaru - Conan shutsudo
36. . Conan no chokkan
37. . Otoko no shinjo
38. . Ikari no message
39. . Conan no ketsudan
40. . Ai no yokan - Gin no theme E -
41. . Table no shita ni bakudan - Isoge
42. . Conan no kake
43. . Sakusenkoudou - Iyoiyo hasshin
44. . Gin no theme F
45. . Ai no theme C
46. . Honobono
47. . Ending
48. . Sakusenkoudou (Long version)

## Baker Street no bōrei
Meitantei Conan: Baker Street no bōrei è stato distribuito il 17 aprile 2002.

### Tracce
1. . Prologue - Noah's arch no theme
2. . Hiroki no ketsudan - Shukkou
3. . Meitantei Conan main theme (Beikaa gai version)
4. . Game show
5. . Nisei sansei no kodomotachi
6. . Burei na yatsura
7. . Cocoon
8. . Agasa Hakase no quiz
9. . Chichi e no omoi
10. . Schindler no suspense
11. . Jiken genba - Conan no suiri
12. . Dying message
13. . Noah's arch no theme
14. . Game no setsumei
15. . Game no course shoukai
16. . Iyoiyo game stage e
17. . Hiroki no oitachi
18. . Jack the ripper?
19. . Fuan na omomochi
20. . Genki wo dashite - Tokei no hari ga...
21. . Holmes no heya
22. . Jack the ripper no kousatsu
23. . Moran Taisa no tokoro he - Sennyuu
24. . Semari kuru aku
25. . Conan ichido no kiki
26. . Banji Kyuusu - Conan no Kake
27. . Moriarty kyouju no moto he
28. . Jack the ripper no oitachi
29. . Yoru no London - Daini no hankogenba
30. . Moriarty no koukoku
31. . Utsukushii Irene Adler
32. . Opera gekijo ga - Kyofu
33. . Tsuiseki - Charring cross eki
34. . Hannin wa omae da!
35. . Hannin no shotai
36. . Yuusaku no suiri
37. . Toraware no mi no Ran
38. . Jack the ripper no innen
39. . Oi tsumerareru Conan [1' 06"]
40. . Ran no yuuki
41. . Seijaku - Arigatou Holmes
42. . Hiroki no theme (Noah's arch)
43. . Seikan
44. . Conan no game over
45. . Arigato Holmes (Long version)

## Meikyū no crossroad
Meitantei Conan: Meikyū no crossroad è stato distribuito il 16 aprile 2003.

### Tracce
1. . Meitantei Conan main theme (Juujiro version)
2. . Matamata Agasa quiz
3. . Okina no men taiketsu 1
4. . Sousa
5. . Heiji no kyoto annai
6. . Sakura
7. . Kiyomizudera
8. . Kamogawa
9. . Go honzon ga nusumareta!!
10. . Yumiya - Motorbike, battle
11. . E no suiri 1
12. . Kyuukyoku no suiri 1
13. . Hatsukoi no omoide
14. . Kazuha no kimochi
15. . Tsukiyo no theme 1
16. . Nani? Ima no himei!
17. . Mondou hannin no nazo
18. . Kogoro no suiri shimarisu
19. . E no suiri 2 hashiru
20. . Kuramayama sagasu Ran ajito
21. . Tachi
22. . Semaru noumen otoko
23. . Heiji no yuushi
24. . Kinkyuu nazo toki aku semaru
25. . Taiketsu 2 kiki
26. . Conan no kick
27. . Kimi ga Ireba (Juujiro version - Vocal version by Reiko)
28. . Modoru butsuzou
29. . Tsukiyo no theme 2
30. . Conan - Funyaa -
31. . Kimi ga Ireba (Karaoke version)

## Ginyoku no magician
Meitantei Conan: Ginyoku no magician è stato distribuito il 14 aprile 2004.

### Tracce
1. . Midnight step
2. . Kaitou Kid shutsugen (Ginyoku version)
3. . Meitantei Conan main theme (Ginyoku version)
4. . Kaisou 10jikan mae
5. . Kaitou Kid no yokokujo (Ginyoku version)
6. . Nozo no 26 moji
7. . Shiodome
8. . Shounen tanteidan no theme (Ginyoku version)
9. . Rikinda akushu
10. . Shinichi toujou
11. . Kid no yuuwaku
12. . Shiodome twilight
13. . Quiz Napoleon (France kokka - Arrange kyoku)
14. . Conan to keibiin
15. . Tsuiseki, hijyou kaidan
16. . Conan vs Kaitou Kid (Ginyoku version)
17. . Bessou no hitokage
18. . Ran no omowaku
19. . Phonetic code
20. . Sky Japan 865
21. . Kijou no suspense 1
22. . Kijou no suspense 2
23. . Kijou no suspense 3
24. . Kogorou no kenshou
25. . Conan no monolog
26. . Hannin wa anata
27. . Kokuhaku
28. . Sky Japan 865bin no kiki
29. . Yureru kinai
30. . Yaru zo!
31. . Conan no theme (Ginyoku version) 1
32. . Kuukoudai bakuha
33. . Kinkyuu jidai hassei!
34. . Doko da! Doko da!!
35. . Arata na jiken
36. . Conan no theme (Ginyoku version) 1
37. . Boku ga iru (Ginyoku version) ~ Conan no theme
38. . Kanki no toki
39. . Conan - Nyaro -
40. . Bonus track - Boku ga iru (Conan version) ~ Conan no theme

## Suiheisenjō no strategy
Meitantei Conan: Suiheisenjō no strategy è stato distribuito il 6 aprile 2005.

### Tracce
1. . 15 nen mae - Dai-ichi daimaru
2. . Chinbotsu, soshite 15 nen go no jiken
3. . Aphrodite gou
4. . Meitantei Conan main theme (Suiheisenjou version)
5. . Aphrodite big band
6. . Ran no yuushou iwai
7. . Agasa quiz '05
8. . Kogorou uchouten ~ Conan tachi wa...
9. . Sonoko to Ai no ishoku combi
10. . Kakurembo
11. . Yuttari kibun
12. . Lover man
13. . Anyaku
14. . Kehai - Oyaji no kataki
15. . Kiki panic
16. . Aseri
17. . Genbakenshou '05
18. . Sousa kaigi '05 - Okkake
19. . Reisei na Shiratori Keiji
20. . Conan no shinobi sousa
21. . Omoide (Suiheisenjou version)
22. . Conan no sakusen shippai
23. . Namima ni...? Message
24. . Welcome party
25. . Kogorou meisuiri
26. . Shin'uchi Toujou - suiri
27. . Yatsu wo oe!
28. . Motorboat battle
29. . Meitantei Conan main theme (Ad lib version)
30. . Strategy no theme
31. . Fujou suru arata na gimon
32. . Kudamono knife ga!?
33. . Shinjitsu ni idomu Conan
34. . 15 nen me no shinjitsu
35. . Meitantei Kogorou Mouri no suiri
36. . Action
37. . Isoge! Conan
38. . Kyuushutsu
39. . Heiwa e no inori
40. . Bonus track - Omoide tachi - Omoide (Suiheisenjou version)

## Tantei-tachi no requiem
Meitantei Conan: Tantei-tachi no requiem è stato distribuito il 16 aprile 2006.

### Tracce
1. . Meitantei Conan main theme (Chinkonka version)
2. . Miracle land
3. . Super snake
4. . Duplex
5. . Flying pirates
6. . Working machine
7. . Kaitou Kid no yokokujou (Chinkonka version)
8. . Conan hashiru
9. . Bike no kyoui
10. . Skateboard vs bike
11. . Miracle land quiz
12. . Merry-go round
13. . Goumon
14. . Iraisha
15. . Takashima-cho wo sagase!
16. . Kaitou Kid shutsugen (Chinkonka version)
17. . Kimyou na torishirabe
18. . Kore da!
19. . Genkin yusousha (Kaisou)
20. . Yasashii oya baka Kogoro
21. . Yokohama kaiyou daigaku tansaku
22. . Sashin no nazo ~ Tsutsu wo dasu otokotachi
23. . Osaka fukei, daidaki
24. . Ai no shinpai
25. . Doroboo!!
26. . Sannin no tansaku suiri
27. . Touch A ~ Sogeki jiken
28. . Chi no ato
29. . Comical medley A. B. C.
30. . Hitojichi ~ bakuhatsu no kiki
31. . Jiken wo oe ~ Shikumareta jiken
32. . Hitotsu no nazo ga tokete
33. . Kogoro, jiken no setsumei
34. . Meitantei Conan Ai no theme
35. . Otoko no hiai
36. . Jiken no zenbou
37. . Hontou no waru
38. . Warusaa o kamaeru
39. . Hisou naru tatakai
40. . Yorokobi
41. . Jiken no kaisetsu
42. . Heiwa ga modoru
43. . Climax
44. . Epilogue

## Konpeki no Jolly Roger
Meitantei Conan: Konpeki no Jolly Roger è stato distribuito il 18 aprile 2007.

### Tracce
1. . Car chase
2. . Destiny island
3. . Marina
4. . Meitantei Conan main theme (Konpeki version)
5. . The strategy
6. . Fantastic
7. . Underwater ~ shibaresu
8. . Tresure children A
9. . Diving
10. . Shark fear
11. . Tresure children B
12. . Synchro words
13. . What's happening
14. . Cases Blake
15. . Accent touch ~ Continue
16. . Arrested
17. . International cases (Incident)
18. . Consideration
19. . Captain Megure
20. . Force
21. . Ann & Mary
22. . Jolly Roger
23. . Development
24. . Escape!
25. . Broken
26. . Shark iTerror
27. . Attack shark
28. . Entrance
29. . Conan zu eye
30. . Appearance
31. . Like Ann & Mary
32. . Hero coming
33. . Inference
34. . The crisis
35. . Big treasure
36. . True intension
37. . Deep blue memory
38. . Follow window
39. . At midtown